# Mercedes-Benz EQA

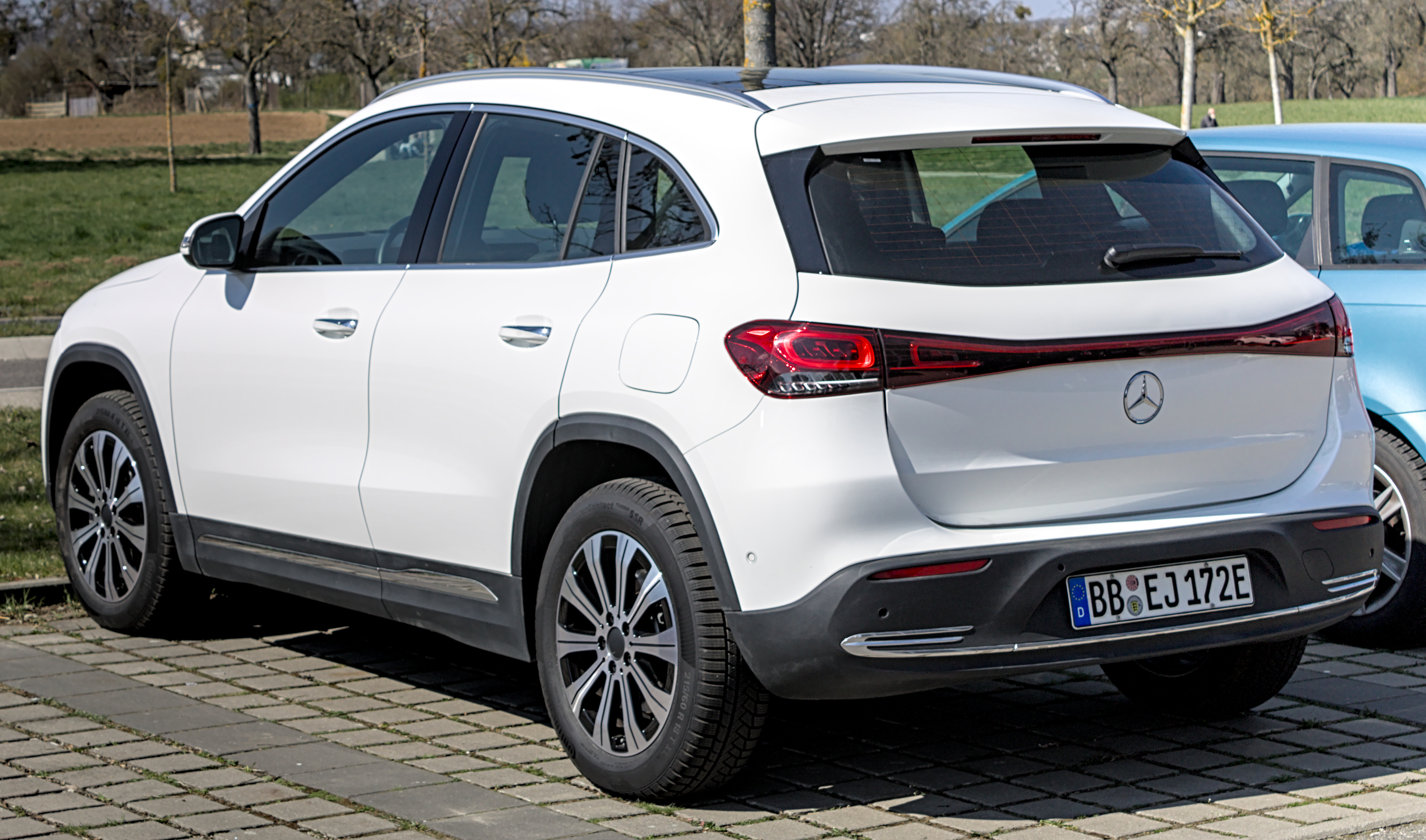
Vue de l'arrière.

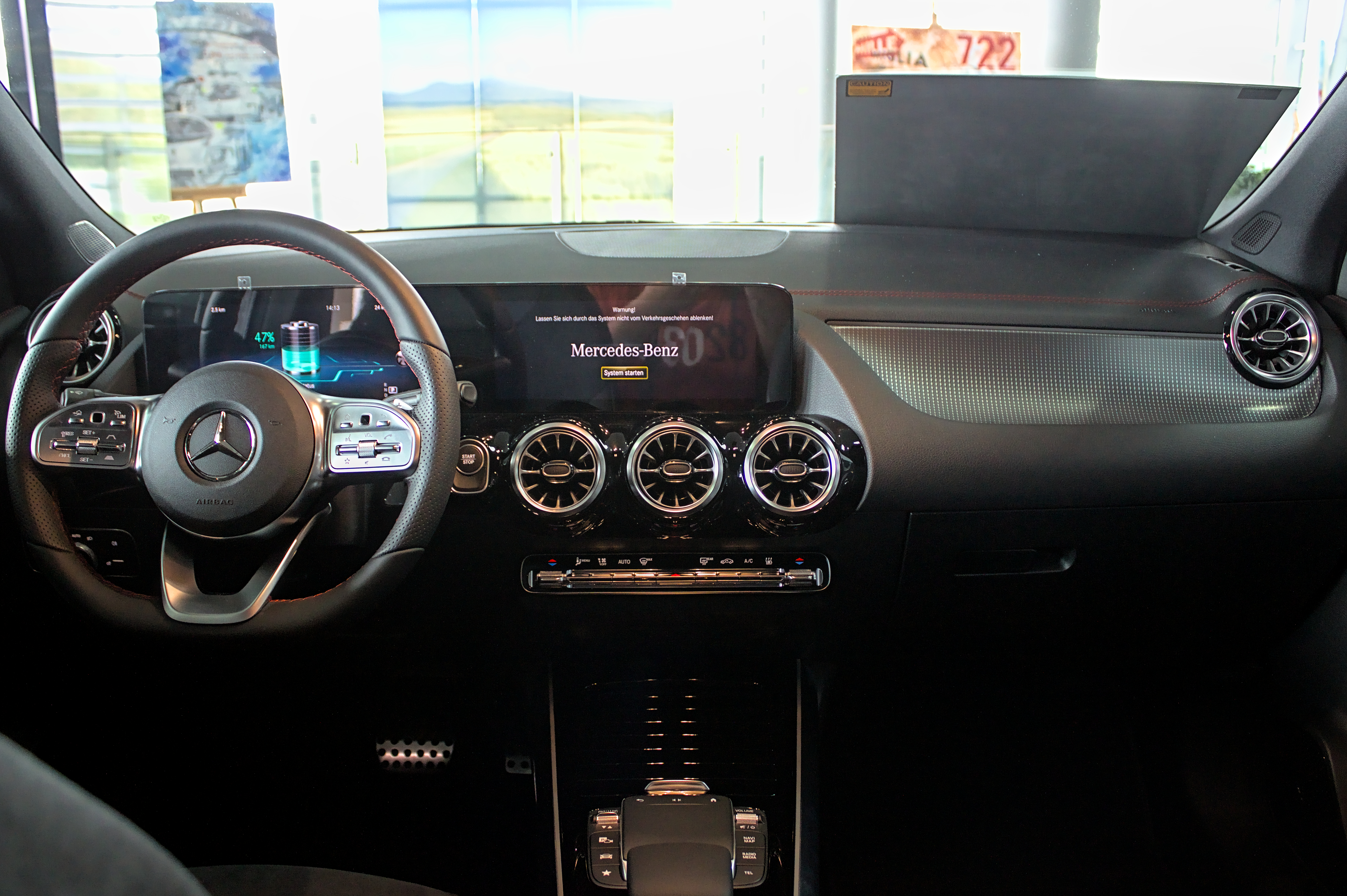
Intérieur.

Le Mercedes-Benz EQA est un SUV urbain électrique, commercialisé par le constructeur automobile allemand Mercedes-Benz depuis 2021.

## Présentation
La Mercedes-Benz EQA est présentée le 20 janvier 2021. Elle reçoit des éléments esthétiques propres à la gamme EQ de Mercedes, permettant de la distinguer par rapport à la GLA dont elle est issue.

### Phase 2
La version restylée de l'EQA est présentée en septembre 2023 au salon de l'automobile de Munich.

## Caractéristiques
L'EQA repose sur la plateforme technique (MFA2) de la Mercedes-Benz GLA de seconde génération et elle est plus longue de 50 mm.

### Motorisations et batteries
L'EQA est proposée avec des moteurs électriques asynchrones, avec 2 versions actuellement produites (EQA 250+ et EQA 350).
Le SUV électrique bénéficie d'une batterie lithium-ion d'une capacité de 66,5 kWh et d'une masse de 495 kg lui procurant une autonomie de 426 km pour la version EQA 250.
La version EQA 250+, quant à elle, dispose d'une batterie de plus grande capacité (70,5 kWh) autorisant une autonomie théorique de 532 km en cycle mixte (678 km en milieu urbain). Sa masse atteint 2 040 kg. Elle remplace l'EQA 250 en 2023.
L'EQA propose enfin une version 350, forte d'une puissance maximale de 292 ch.
Mercedes-Benz fait partie de la coentreprise Ionity et a adopté le standard CCS pour la recharge de l'EQA, avec une recharge allant jusqu'à 100 kW.

## Finitions
- Progressive Line
- Business Line
- Electric Art
- AMG Line

### Série spéciale
- Edition 1, série de lancement la première année.

## Concept car

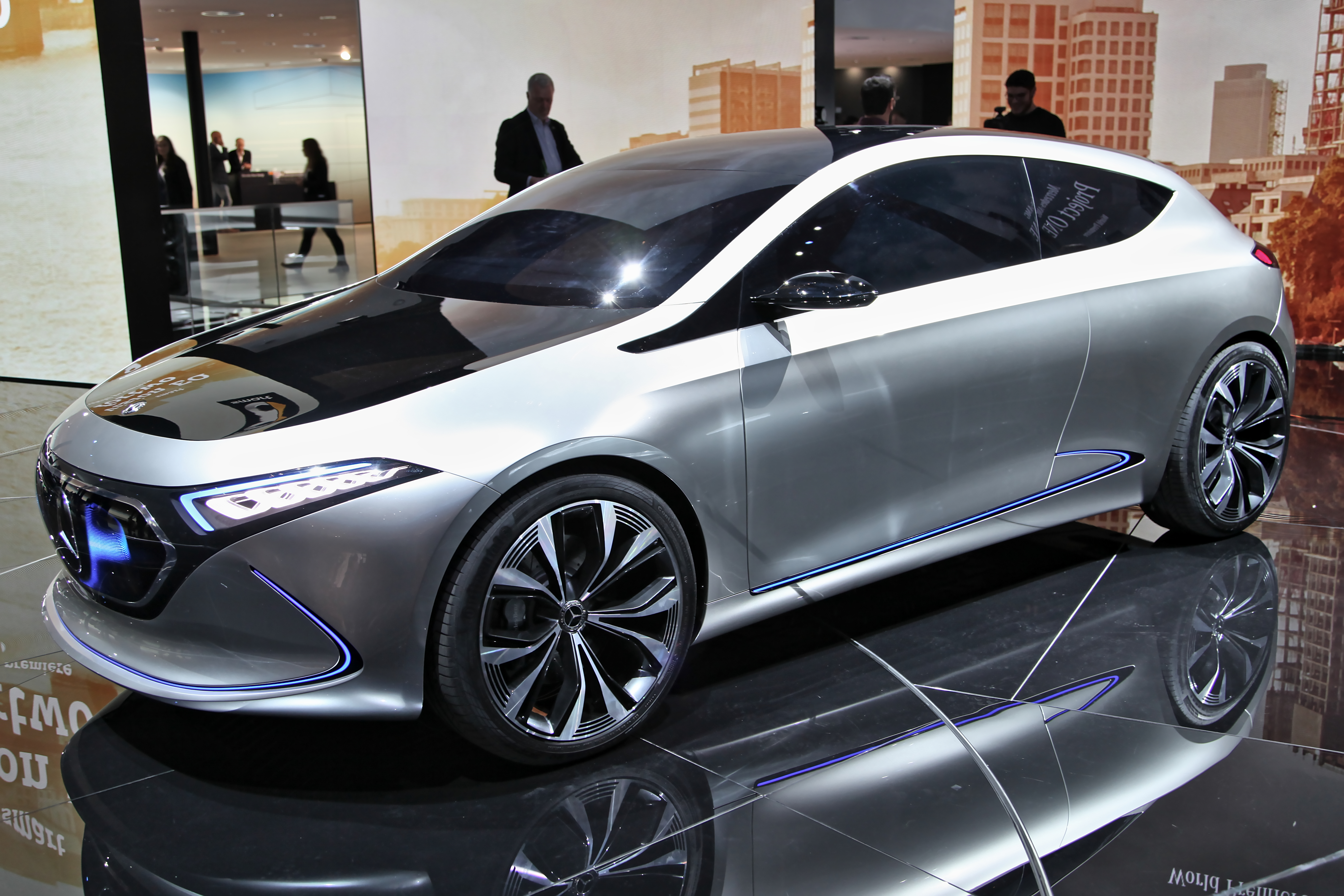
Mercedes-Benz EQA concept (2017).

La Mercedes-Benz EQA est préfigurée par le concept car électrique EQA concept présenté au salon de Francfort 2017.